# 장경수 (1959년)
장경수(張炅秀, 1959년 8월 16일 ~ )는 대한민국의 정치인이다. 제17대 국회의원을 지냈다. 본관은 목천이며, 전라남도 순천시 출신이다.

## 학력
- 순천남초등학교 졸업
- 매산중학교 졸업
- 대입 검정고시
- 명지대학교 행정학과 졸업
- 연세대학교 행정대학원 (행정학 석사)
- 단국대학교 대학원 행정학과 박사과정 (수료)
- 한양대학교 산업경영대학원 경영학전공 석사과정

## 경력
- 인천시민대학, 전국부동산협회, 군인종합학교 강사
- 안산신당연대 공동대표
- 동안산 로타리 클럽 봉사 위원장
- 안산 환경운동연합 집행위원
- 상록수정신계승을 위한 시민의 모임 대표
- 상록수농장 대표
- 사단법인 한국정책포럼 운영위원
- 지방행정연구소 소장
- 제17대 국회 전, 후반기 건설교통위원회 위원
- 열린우리당 지방행정체제개편 추진정책기획단 위원

## 역대 선거 결과
|  | 44.31% |

|  | 6.34% |